# PFC Litex Lovech
O PFC Litex Lovech (em búlgaro:  ПФК Литекс (Ловеч)) é um clube de futebol da cidade de Lovech, na Bulgária.
A equipe, cujas cores são laranja e branco, atua no Lovech Stadium, com capacidade para 8 100 pessoas. Tem quatro títulos nacionais e quatro Copas da Bulgária.

## História
O clube foi fundado em 1921 como Hisarya e começou a jogar futebol da liga dois anos depois, em 1923. Ao longo dos anos, o clube mudou de nome várias vezes. A partir de 1957 passou a se chamar Karpachev, antes de se tornar Osam em 1979. Com esse nome, o clube jogou constantemente no Grupo B, a segunda divisão do futebol búlgaro e esteve várias vezes próximo da promoção. Um jogador notável nesse período foi Plamen Linkov, que quebrou o recorde de jogos do clube, disputando 575 partidas e marcando 167 gols, respectivamente.
Em 1990, após a transição da Bulgária para a economia de mercado, a empresa privada LEX tornou-se o principal patrocinador do clube. No mesmo ano, os novos proprietários mudaram o nome do clube de futebol para LEX. O Grupo B de 1993–94 provou ser impressionante para o clube, já que o time terminou em primeiro na segunda divisão e se classificou para o Grupo A, um marco notável nunca antes alcançado na história do clube. A temporada de estreia do LEX no Grupo A também foi digna de nota, já que a equipe ocupava a 11ª posição no final da temporada. A temporada seguinte, porém, não teve sucesso e o clube, rebatizado de Lovech, foi rebaixado para o Grupo B.

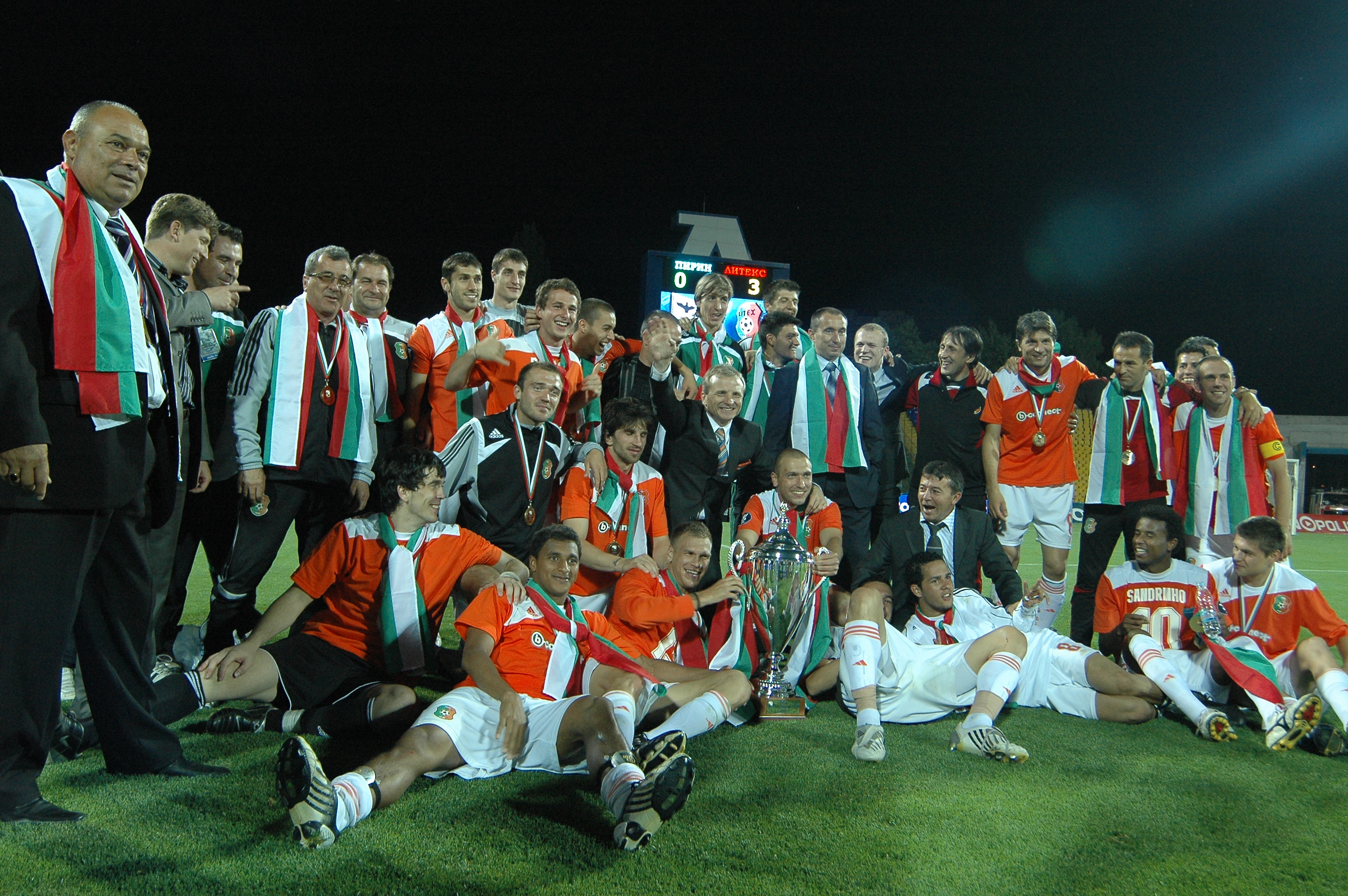
Jogadores do Litex com a Copa da Bulgária em 2009

Em junho de 1996, o clube foi comprado por Grisha Ganchev, empresário do petróleo e cidadão de Lovech, e foi renomeado para Litex. A aquisição foi imediatamente seguida por uma enxurrada de lances para jogadores de alto nível. Ferario Spasov foi nomeado o novo treinador do Litex. Ele levou o clube de volta ao Grupo A na primeira tentativa. Durante a temporada de 1996-97, o Litex também alcançou as quartas de final da Copa da Bulgária e a final da Copa da Liga da Bulgária, que foi perdida na disputa de pênaltis.
Em 1997, o Litex foi promovido pela segunda vez à primeira divisão e imediatamente sagrou-se campeão búlgaro, terminando a temporada 5 pontos à frente do segundo colocado Levski Sofia, algo inédito na história do futebol búlgaro. O atacante da equipe Dimcho Belyakov também se tornou o artilheiro com seus 21 gols marcados na temporada. Além disso, o meia Stoycho Stoilov recebeu o prêmio de Melhor Jogador da Liga. Na primeira aparição do clube nas competições europeias de clubes, o Litex eliminou o clube sueco Halmstads BK por 4–3 no total, chegando à segunda pré-eliminatória, onde foi eliminado pelo Spartak Moscou.
Um ano depois, o Litex defendeu com sucesso o título da liga, perdendo apenas dois jogos da liga durante a temporada. Eles se tornaram o primeiro clube provincial a ganhar títulos consecutivos da liga desde a década de 1920. Durante a campanha, o Litex também infligiu a maior derrota da história do CSKA Sofia, uma goleada por 8 a 0 no Lovech Stadium.
Durante a primeira década do século 21, o Litex venceu a Copa da Bulgária quatro vezes - em 2001 após derrotar o Velbazhd Kyustendil por 1–0 na prorrogação, em 2004 contra o CSKA após uma disputa de pênaltis, em 2008 após uma vitória por 1–0 sobre Cherno More Varna, e em 2009, após uma derrota por 3-0 sobre Pirin Blagoevgrad.[2] No início de agosto de 2007, a Litex assinou um contrato de patrocínio e publicidade de três anos com a operadora móvel búlgara GLOBUL e começou a temporada 2007-08 com o logotipo do serviço móvel i-mode nos kits da equipe. Em dezembro de 2007, o Litex se tornou o primeiro clube búlgaro a ter um jogo de marca para celular, o Litex Football. Antes do início da temporada 2008-09, o Litex perdeu a final da Supertaça da Bulgária por 0-1 para o CSKA Sofia, após um gol de Kiril Kotev aos 65 minutos. Uma temporada depois, o Litex novamente não conseguiu vencer a final da Supertaça da Bulgária, desta vez contra o campeão nacional Levski Sofia.

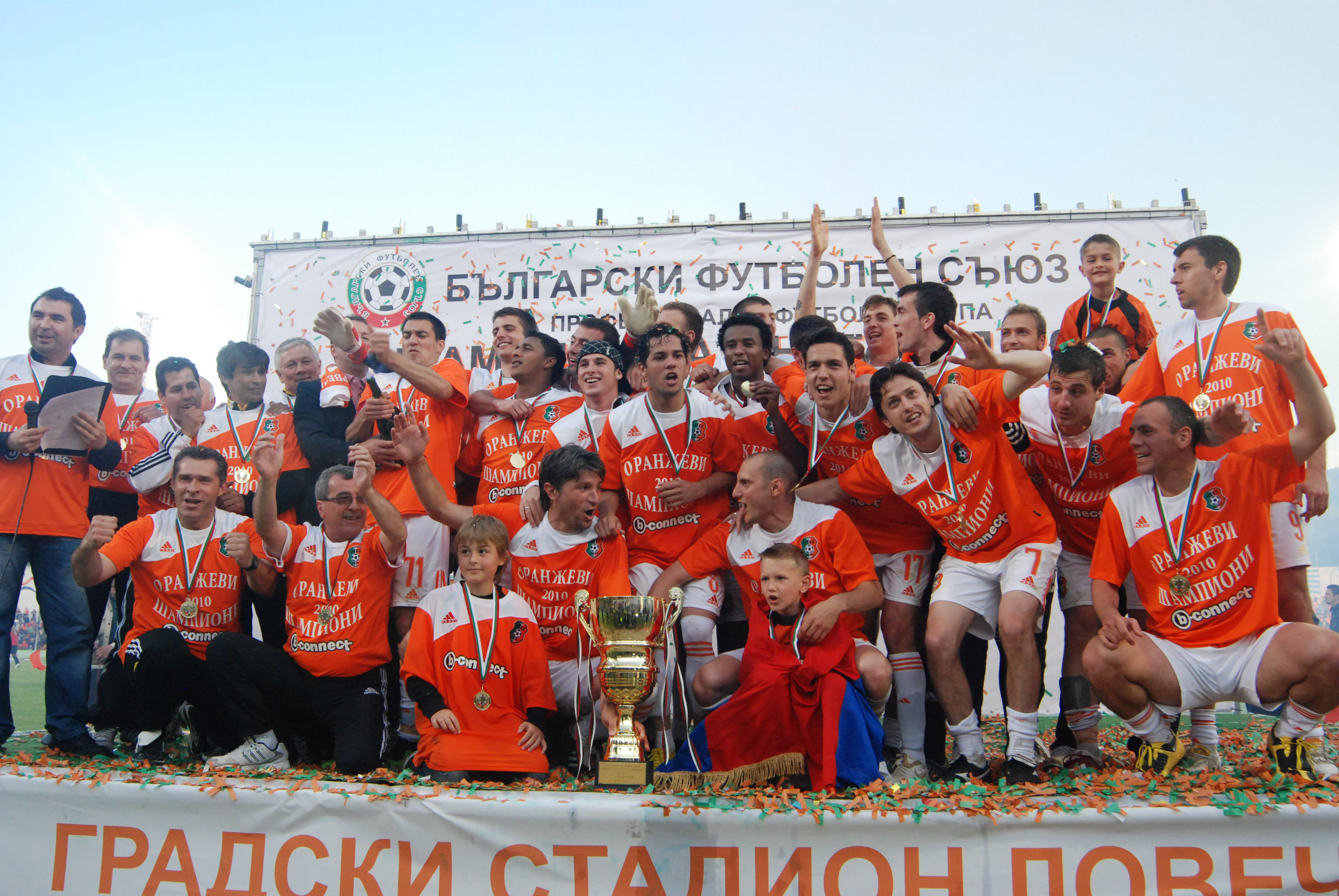
Litex com o título da A PFG em 2010

Em 2009-10, o Litex tornou-se campeão da Bulgária pela terceira vez em sua história, terminando a temporada com 12 pontos de vantagem sobre o vice-campeão CSKA Sofia. Em 12 de agosto de 2010, o Litex derrotou o Beroe por 2 a 1 para finalmente garantir a Supertaça da Bulgária, o último troféu nacional restante nunca conquistado pelo clube. Em 2010-11, o Litex manteve seu quarto título da liga, garantindo o campeonato após uma vitória por 3-1 fora de casa contra o Lokomotiv Sofia em 21 de maio de 2011.
No verão de 2015, Grisha Ganchev renunciou ao cargo de proprietário, apenas para realocar seus principais investimentos para o clube de futebol búlgaro CSKA Sofia, que estava lutando financeiramente com dívidas não pagas na época. Como resultado, seu filho Danail assumiu a Litex, com o acionista anterior, a sociedade anônima búlgara Sport 96, permanecendo como uma subsidiária da Litex Commerce JSC.
Em 16 de dezembro de 2015, a Federação Búlgara de Futebol expulsou Litex Lovech do Grupo A. Em 20 de janeiro de 2016, a equipe foi rebaixada administrativamente para o Grupo B para a temporada 2016–17 seguinte. Os jogadores do Litex, entretanto, foram autorizados a completar sua participação na Copa da Bulgária e terminar a temporada 2015-16 com o time reserva do clube, Litex Lovech II, jogando no Grupo B.
Em 27 de maio de 2016, a empresa que representava o PFC Chavdar Etropole, PFC Chavdar EAD, foi renomeada como PFC CSKA-1948 AD.[7] Em 6 de junho de 2016, o representante do PFC Litex Lovech, PFC Litex-Lovech AD, foi renomeado como PFC CSKA-Sofia EAD, com PFC CSKA-1948 AD sendo registrado como seu proprietário. Essa empresa mais tarde se inscreveu com sucesso para participar da reformada Primeira Liga, como PFC CSKA Sofia. A mudança ocorreu porque a antiga empresa que representava o PFC CSKA Sofia, PFC CSKA AD, não obteve licença profissional e posteriormente faliu, encerrando as operações em 9 de setembro de 2016. O PFC Litex Lovech foi rebaixado para a Terceira Liga, levando o lugar do FC Botev Lukovit.
Em 4 de julho de 2016, o ex-jogador do Litex Zhivko Zhelev foi nomeado gerente de uma equipe composta principalmente por jogadores da academia. Litex conseguiu vencer sua primeira partida da nova temporada. A equipe também disputou a Copa da Bulgária de 2016–17, eliminando os times da Primeira Liga Slavia Sofia e Cherno More em seu caminho para as semifinais, onde o Litex perdeu para o pentacampeão Ludogorets Razgrad com uma pontuação agregada de 0–11. O Litex também foi promovido à Segunda Liga, após vencer o Grupo Noroeste da Terceira Liga.

## Estádio

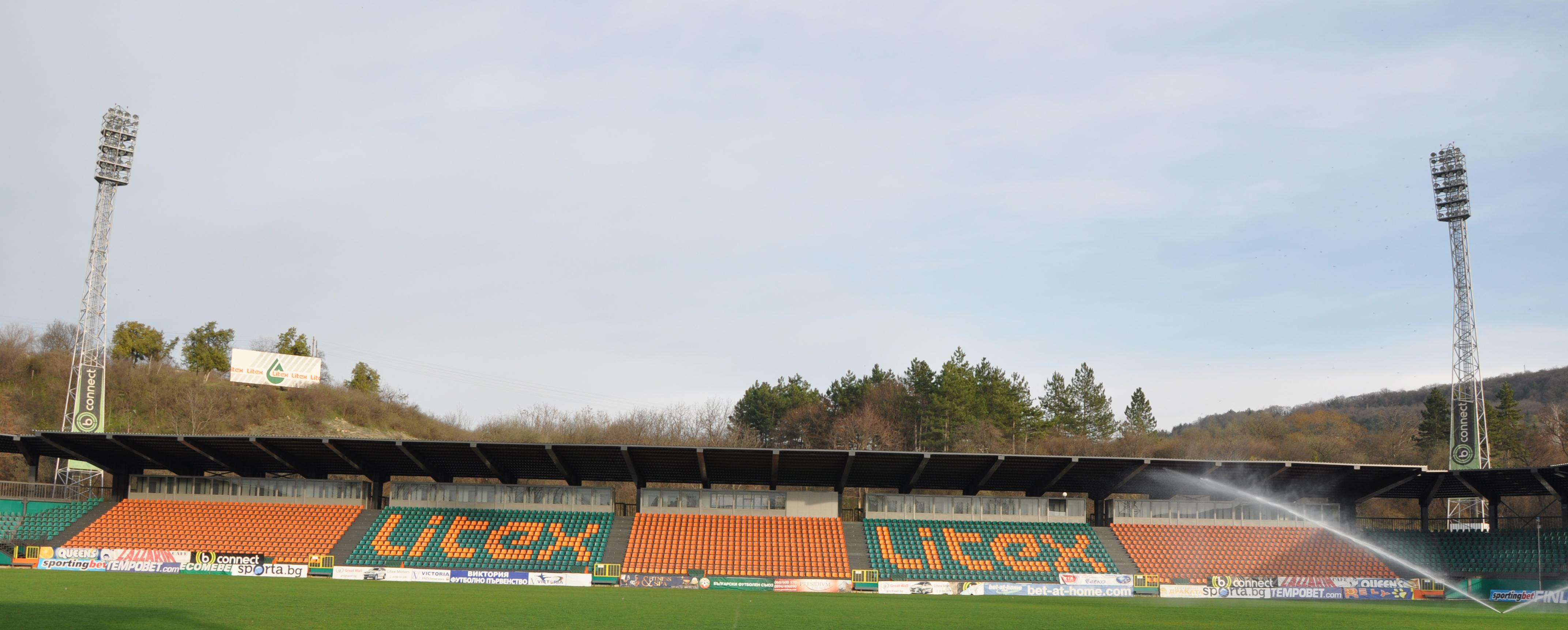
Lovech Stadium

A casa do Litex Lovech é o Lovech Stadium, um estádio de futebol em Lovech. Construído em 1962, o terreno passou por uma reconstrução total em 1999 e foi levado a um padrão adequado para sediar jogos internacionais no final daquele ano. O estádio tem capacidade para 8.000 lugares sentados com dimensões de campo de 105 a 68 metros. O recorde de público do local de 12.500 foi alcançado durante uma partida da liga nacional contra o Levski Sofia em 19 de abril de 1998. O recorde de público nas competições europeias de clubes foi alcançado contra o clube inglês Aston Villa em 18 de setembro de 2008, quando cerca de 8.000 espectadores apoiaram o time.
No verão de 2010, uma grande reconstrução do local começou. Novas arquibancadas laterais com cobertura foram construídas e os setores de mídia foram ampliados para atender às diretrizes da UEFA para jogos da Liga dos Campeões. Em 12 de julho de 2010, o estádio foi premiado com o ranking da Categoria 3 da UEFA. As reconstruções continuaram no verão de 2011, quando a arquibancada principal do estádio foi concluída.

## Jogadores Notáveis
- Georgi Denev
- Stoycho Stoilov
- Petar Hubchev
- Zdravko Zdravkov
- Radostin Kishishev
- Ivaylo Petkov
- Svetoslav Todorov
- Tiago Silva
- Rosen Kirilov
- Doka Madureira
- Marcelo Nicácio

## Estatísticas

### Maiores goleadores
| Ranque | Nome              | Nº de gols | Nº de jogos | Assistências | Média | Período                   |
| ------ | ----------------- | ---------- | ----------- | ------------ | ----- | ------------------------- |
| 1      | Svetoslav Todorov | 56         | 127         | 22           | 0.44  | 1997–01, 2009–12          |
| 2      | Stefan Yurukov    | 55         | 113         | 11           | 0.49  | 1996–97, 1998–02, 2003–04 |
| 3      | Hristo Yovov      | 45         | 97          | 20           | 0.46  | 2000–04                   |
| 4      | Wilfried Niflore  | 39         | 72          | 11           | 0.54  | 2008–11                   |
| 5      | Dimcho Beliakov   | 35         | 67          | 11           | 0.52  | 1994–97, 1998–99, 2004    |
| 6      | Zhivko Zhelev     | 31         | 196         | 7            | 0.16  | 1996–07                   |
| 7      | Wilmar Jordán Gil | 29         | 54          | 7            | 0.54  | 2013–15                   |
| 8      | Zoran Janković    | 29         | 64          | 17           | 0.45  | 2000–02, 2004, 2007–08    |
| 9      | Georgi Milanov    | 28         | 106         | 20           | 0.26  | 2009–13                   |
| 10     | Krum Bibishkov    | 27         | 60          | 6            | 0.45  | 2007–09                   |

Fonte: Football24, atualizado em 13 de agosto de 2013.

## Títulos
- Campeonato Búlgaro - Primeira Divisão: 1997–98, 1998–99, 2009–10 e 2010–11
- Campeonato Búlgaro - Segunda Divisão: 1993–94 e 1996–97
- Campeonato Búlgaro - Terceira Divisão: 1973–74 e 2016–17
- Copa da Bulgária: 2000–01, 2003–04, 2007–08 e 2008–09
- Supercopa da Bulgária: 2010

## Treinadores
- Hristo Stoichkov[6]